# Конли, Майк (младший)
Майкл Алекс Конли младший (англ. Michael Alex Conley, Jr.; род. 11 октября 1987, Фейетвилл, штат Арканзас) — американский профессиональный баскетболист, выступающий за команду Национальной баскетбольной ассоциации «Миннесота Тимбервулвз». Играет на позиции разыгрывающего защитника. Учился в Университете штата Огайо и выступал за местную баскетбольную команду, где его партнёрами были будущие игроки НБА Грег Оден и Декуан Кук.

## Профессиональная карьера

### Мемфис Гриззлис (2007—2019)

#### 2007—2010: первые годы
Конли вместе с Грегом Оденом и Дэкуаном Куком, которые были одноклубниками в баскетбольной команде, заявились на драфт НБА 2007 года; и Конли, и Одена представлял отец Конли, которого НБА сертифицировала в качестве агента в начале года. «Мемфис Гриззлис» выбрал Конли четвертым в списке после Одена, Кевина Дюранта и Эла Хорфорда.
Первые серьезные выступления Конли состоялись в январе 2008 года. В первых пяти играх за карьеру он набрал 5, 10, 11, 11 и 15 очков соответственно. В матче с «Кливленд Кавальерс» (134:124) он набрал максимальные в сезоне 20 очков и 7 передач. Конли закончил первый год со средними показателями 9,4 очка и 4,2 передачи за игру.
Второй сезон Конли начал, конкурируя за минуты с Кайлом Лоури. 25 января 2009 года «Гриззлис» назначили главным тренером Лайонела Холлинза после увольнения Марка Яварони. 19 февраля 2009 года Лоури был обменян в «Хьюстон Рокетс», в результате чего Конли начал выходить в стартовом составе. В среднем за год он набирал 10,8 очка и отдавал 4,3 передачи за игру.
В 2009 году Конли закрепил за собой роль постоянного игрока основного состава «Гриззлис». Он набрал 25 очков 31 марта 2010 года в поражении от «Даллас Маверикс» со счетом 102-106. В среднем за сезон он набирал 12,0 очка и делал 5,3 передачи.

#### 2010—2014: Попадание в сборную защитников и финал конференции
30 ноября 2010 года Конли набрал максимальные за сезон 28 очков в победе над «Лос-Анджелес Лейкерс» со счетом 98-96. В этом году он набирал в среднем 13,7 очка и 6,5 передачи, благодаря чему «Гриззлис» впервые за пять лет попали в плей-офф. Заняв восьмое место в Западной конференции, в первом раунде они в шести матчах победили «Сан-Антонио Сперс», войдя в историю НБА как вторая команда, занявшая восьмое место и победившая первую команду в семиматчевой серии. Затем в полуфинале они уступили «Оклахома-Сити Тандер» в семи матчах.
В укороченном локаутном сезоне Конли сыграл в 62 из 66 игр «Гриззлис», набирая в среднем 12,7 очка и 6,5 передачи. Гриззлис» вышли в плей-офф, но в первом раунде уступили «Лос-Анджелес Клипперс» в семи матчах.
В сезоне 2012/13 Конли набирал в среднем 14,6 очка, 6,1 передачи и 2,8 подбора за игру, и «Гриззлис» снова попали в плей-офф. Они обыграли «Лос-Анджелес Клипперс» и «Оклахома-Сити Тандер» и впервые в истории клуба вышли в финал Западной конференции. Затем они проиграли «Сан-Антонио Сперс» в четырех матчах. Конли впервые был включен во вторую команду лучших защитников НБА.
В сезоне 2013/14 Конли набирал в среднем 17,2 очка, 6,0 передачи и 2,9 подбора за игру, благодаря чему «Гриззлис» попали в плей-офф четвертый сезон подряд. В первом раунде они потерпели поражение от «Оклахома-Сити Тандер» в семиматчевой серии. Конли получил приз НБА за спортивное поведение.

#### 2014—2019: разочарование в плей-офф
13 декабря 2014 года Конли набрал максимальные в карьере 36 очков и помог «Гриззлис» победить «Филадельфию Севенти Сиксерс» в овертайме со счетом 120-115. «Гриззлис» закончили сезон пятыми в Западной конференции и снова попали в плей-офф. В первом раунде они победили «Портленд Трэйл Блэйзерс» в пяти матчах. В конце третьей игры Конли получил повреждение, из-за чего был вынужден пропустить оставшуюся часть первого раунда. Он также пропустил игру 1 полуфинала против «Голден Стэйт Уорриорз». Конли вернулся во второй игре серии и, надев защитную маску, набрал 21 очко, приведя «Мемфис» к победе. В итоге «Мемфис» проиграл «Уорриорз» в шести матчах.
В 2014 году Конли получил первый технический фол в своей карьере в НБА, но на следующий день он был отменен официальными лицами лиги; по состоянию на май 2024 года он еще не получил технический фол за более чем 34 000 сыгранных минут, имея самую длинную серию без технических фолов среди всех игроков НБА.
31 октября 2015 года Конли обошел Шарифа Абдур-Рахима (7 801) и занял третье место в списке бомбардиров «Гриззлиз» за карьеру. Он набрал 22 очка в матче с «Бруклин Нетс» и закончил игру с 7 821 очком в карьере. 18 января 2016 года Конли вернулся в состав после того, как пропустил шесть игр из-за больного левого ахилла, и записал на свой счет третий дабл-дабл в сезоне, набрав 15 очков и 10 передач, благодаря чему «Гриззлис» победили «Нью-Орлеан Пеликанс» со счетом 101-99. Ранее в тот же день он был назван одним из 30 финалистов олимпийской сборной США 2016 года. 12 марта он выбыл на три-четыре недели из-за травмы левой стопы. Позднее, 4 апреля, после повторного обследования врачами команды, он был исключен до конца регулярного сезона и надеялся вернуться к плей-офф. «Гриззлис» заняли седьмое место в Западной конференции и без Конли и Марка Газоля были разгромлены «Сан-Антонио Сперс» в первом раунде плей-офф. 23 апреля Конли во второй раз получил приз НБА за спортивное поведение.
14 июля 2016 года Конли переподписал контракт с «Гриззлис». Сообщалось, что его пятилетний контракт на сумму 153 миллиона долларов стал на тот момент самым большим по общей стоимости в истории НБА. 16 ноября 2016 года он набрал 30 очков и реализовал семь трехочковых в победе над «Лос-Анджелес Клипперс» со счетом 111-107. 29 ноября он выбыл на срок от шести до восьми недель с переломом позвонка. Он вернулся в строй 16 декабря, пропустив девять игр. В матче с «Сакраменто Кингз» (96:92) Конли обошел Пау Газоля и стал лучшим бомбардиром в истории «Гриззлис». 30 января 2017 года он набрал 38 очков в победе над «Финикс Санз» (115:98). Конли повторил свой карьерный рекорд, забросив семь трехочковых (в 10 попытках) и реализовав 12 из 18 бросков в целом, в своей четвертой 30-очковой игре в сезоне. 15 февраля против «Нью-Орлеана» Конли обошел Майка Миллера по количеству трехочковых в истории франшизы - 845. 29 марта он вновь повторил свой карьерный рекорд, забросив семь трехочковых и набрав 36 очков, благодаря чему «Гриззлис» разгромили «Индиану Пэйсерс» со счетом 110-97.
22 апреля 2017 года Конли набрал рекордные для франшизы 35 очков в плей-офф в победе над «Сперс» в овертайме со счетом 110-108. Эта победа сравняла счет в серии первого раунда.
Конли принял участие в 12 из первых 13 игр «Гриззлис» в сезоне 2017/18, после чего получил травму левого ахилла. 27 января 2018 года он выбыл из строя до конца сезона после того, как ему потребовалась операция по выравниванию небольшого костного выступа в левой пятке.
В дебюте сезона, состоявшемся 17 октября 2018 года, Конли впервые с ноября 2017 года вышел в матче регулярного чемпионата, пропустив 70 игр. Он отыграл почти 29 минут, набрал 11 очков, сделал три передачи и один перехват в поражении от «Индианы Пэйсерс» со счетом 83-111. 2 ноября он набрал максимальные в сезоне 28 очков в победе над «Ютой Джаз» со счетом 110-100. 10 ноября он установил новый сезонный рекорд, набрав 32 очка в овертайме в матче с «Филадельфией Севенти Сиксерс» в победе со счетом 112-106. 30 ноября Конли улучшил свой рекордный показатель сезона до 37 очков, а также сделал 10 передач в победе над «Бруклин Нетс» со счетом 131-125 в двойном овертайме. 5 марта 2019 года он набрал максимальные в карьере 40 очков в победе «Гриззлис» над «Портленд Трэйл Блэйзерс» со счетом 120-111. Он не набирал очков в первой четверти и набрал 19 очков в четвертой. 11 марта он был назван Игроком недели Западной конференции за игры, сыгранные с 4 по 10 марта. Это была его первая награда игрока недели в карьере. 27 марта в матче с «Голден Стэйт Уорриорз» (103-118) Конли обошел Марка Газоля и стал абсолютным лидером «Гриззлис» по количеству очков за карьеру. Майк Конли назван на премии НБА 2019 года лучшим одноклубником.

### Юта Джаз (2019—2023)

#### 2019—2021: первый выбор на матч всех звезд
Проведя в «Мемфисе» 12 сезонов, летом 2019 года был обменян в «Юта Джаз» (в обмен на Грэйсона Аллена, Кайла Корвера, Джея Краудера, 23-й выбор на драфте 2019 года и выбор в 1-м раунде драфта 2020 года). Он дебютировал в «Джаз» 23 октября, набрав пять очков и сделав пять передач в победе над «Тандер» со счетом 100-95. 30 октября он набрал максимальные в сезоне 29 очков, а также пять передач и два перехвата в победе над «Лос-Анджелес Клипперс» со счетом 110-96. В 2020 году, в связи с приостановкой сезона НБА из-за пандемии COVID-19, НБА провела телевизионное мероприятие, в котором игроки НБА и ЖНБА приняли участие в виртуальном соревновании H-O-R-S-E, находясь в карантине у себя дома. НБА собрала 200 000 долларов для благотворительных организаций, а Конли выиграл первый виртуальный конкурс НБА H-O-R-S-E, став инаугурационным «чемпионом H.O.R.S.E».
21 августа 2020 года в первом раунде плей-офф Конли набрал 27 очков и забросил семь трехочковых в игре 3 против «Денвер Наггетс». Первые две игры серии он пропустил из-за карантина. Два дня спустя Конли набрал 26 очков, сделал четыре передачи и два перехвата в победе в игре 4 со счетом 129:127. Несмотря на преимущество в серии 3-1, «Джаз» уступили «Наггетс» в семи матчах. После сезона 2019/20 Конли отказался от опции досрочного расторжения контракта, и в пятый и последний год его контракта в 2020/21 году ему причиталось 34,5 млн долларов.
1 января 2021 года Конли набрал максимальные в сезоне 33 очка и добавил семь передач, два подбора и один перехват в победе над «Клипперс» со счетом 106:100. Он впервые в своей карьере был вызван на матч всех звезд, поскольку было объявлено, что он будет запасным на матче всех звезд НБА 2021 года, заменив травмированного Девина Букера. Его 14-летнее ожидание - самое долгое в истории для тех, кто впервые попал на матч всех звезд. Он набрал три очка, сделал один подбор и две передачи за 12 минут игры. Конли также был объявлен заменой Букера в конкурсе трехочковых бросков, где он соревновался с партнером по команде Донованом Митчеллом. В финале Конли уступил Стефену Карри со счетом 27-28.
29 мая в первом раунде плей-офф Конли набрал 27 очков и сравнялся с рекордом карьеры по количеству трехочковых бросков в игре 3 в победе над «Гриззлис» со счетом 121-111. Он пропустил первые пять игр серии второго раунда против «Лос-Анджелес Клипперс» из-за растяжения правого подколенного сухожилия. Конли вернулся в состав в игре 6, набрав пять очков и три передачи в поражении со счетом 119-131, которое исключило «Джаз» из плей-офф.

#### 2021—2023: выход в первый раунд и обновление состава
6 августа 2021 года Конли переподписал контракт с «Джаз» на три года на сумму $68–72,5 млн. 2 ноября он набрал максимальные в сезоне 30 очков в победе над «Сакраменто Кингз» со счетом 119-113. В первом раунде плей-офф «Джаз» были выбиты «Даллас Маверикс», причем Конли набирал всего 9,2 очка и 4,8 передачи в среднем за игру во время поражения в серии со счетом 2-4.
После сезона 2021/22 «Джаз» ушли в перестройку, обменяв своих франчайз-игроков, Донована Митчелла и Руди Гобера. Конли сказал, что ожидал, что его обменяют: «Я был таким же, как и все. Я ждал звонка, что меня куда-то обменяют». Но он остался в «Юте» к старту сезона 2022/23. Конли дебютировал в сезоне 19 октября, набрав 13 очков, сделав восемь передач и два перехвата в победе над «Наггетс» со счетом 123:102. До обмена в «Миннесоту» он набирал в среднем почти 11 очков за игру.

### Миннесота Тимбервулвз (2023—настоящее время)
9 февраля 2023 года Конли был обменян в «Миннесоту Тимбервулвз» в рамках трехстороннего обмена с участием «Лос-Анджелес Лейкерс».Через день он дебютировал в составе «Тимбервулвз», набрав девять очков, сделав три передачи и два перехвата в матче с «Гриззлис» (128:107). 23 февраля 2024 года он подписал продление контракта до сезона 2025/26, а 1 мая был вновь назван лучшим одноклубником.

## Личная жизнь
Конли — сын известного легкоатлета Майка Конли-старшего, олимпийского чемпиона 1992 года и чемпиона мира 1993 года в тройном прыжке, и племянник бывшего игрока футбольной команды «Питтсбург Стилерз» Стива Конли.
5 июля 2014 года Конли женился на своей девушке Мэри Пелусо. У пары три сына — Майлз Алекс Конли (род. 30 июля 2016), Ноа Джеймс Конли (род. 12 мая 2018) и Элайджа Майкл Конли (род. 16 августа 2020).
18 сентября 2024 года, когда Конли находился в Миннеаполисе на домашнем матче «Миннесота Викингс», его дом подвергся нападению грабителей.

## Статистика

### Статистика в НБА
| Сезон                                                                                    | Команда   | Регулярный сезон | Регулярный сезон | Регулярный сезон | Регулярный сезон | Регулярный сезон | Регулярный сезон | Регулярный сезон | Регулярный сезон | Регулярный сезон | Регулярный сезон | Регулярный сезон | Серия плей-офф | Серия плей-офф | Серия плей-офф | Серия плей-офф | Серия плей-офф | Серия плей-офф | Серия плей-офф | Серия плей-офф | Серия плей-офф | Серия плей-офф | Серия плей-офф |
| Сезон                                                                                    | Команда   | GP               | GS               | MPG              | FG%              | 3P%              | FT%              | RPG              | APG              | SPG              | BPG              | PPG              | GP             | GS             | MPG            | FG%            | 3P%            | FT%            | RPG            | APG            | SPG            | BPG            | PPG            |
| ---------------------------------------------------------------------------------------- | --------- | ---------------- | ---------------- | ---------------- | ---------------- | ---------------- | ---------------- | ---------------- | ---------------- | ---------------- | ---------------- | ---------------- | -------------- | -------------- | -------------- | -------------- | -------------- | -------------- | -------------- | -------------- | -------------- | -------------- | -------------- |
| 2007/08                                                                                  | Мемфис    | 53               | 46               | 26,1             | 42,8             | 33,0             | 73,2             | 2,6              | 4,2              | 0,8              | 0,0              | 9,4              | Не участвовал  | Не участвовал  | Не участвовал  | Не участвовал  | Не участвовал  | Не участвовал  | Не участвовал  | Не участвовал  | Не участвовал  | Не участвовал  | Не участвовал  |
| 2008/09                                                                                  | Мемфис    | 82               | 61               | 30,6             | 44,2             | 40,6             | 81,7             | 3,4              | 4,3              | 1,1              | 0,1              | 10,9             | Не участвовал  | Не участвовал  | Не участвовал  | Не участвовал  | Не участвовал  | Не участвовал  | Не участвовал  | Не участвовал  | Не участвовал  | Не участвовал  | Не участвовал  |
| 2009/10                                                                                  | Мемфис    | 80               | 80               | 32,1             | 44,5             | 38,7             | 74,3             | 2,4              | 5,3              | 1,4              | 0,2              | 12,0             | Не участвовал  | Не участвовал  | Не участвовал  | Не участвовал  | Не участвовал  | Не участвовал  | Не участвовал  | Не участвовал  | Не участвовал  | Не участвовал  | Не участвовал  |
| 2010/11                                                                                  | Мемфис    | 81               | 81               | 35,5             | 44,4             | 36,9             | 73,3             | 3,0              | 6,5              | 1,8              | 0,2              | 13,7             | 13             | 13             | 39,0           | 38,8           | 29,7           | 83,0           | 3,8            | 6,4            | 1,1            | 0,2            | 15,2           |
| 2011/12                                                                                  | Мемфис    | 62               | 61               | 35,1             | 43,3             | 37,7             | 86,1             | 2,5              | 6,5              | 2,2              | 0,2              | 12,7             | 7              | 7              | 39,5           | 42,1           | 50,0           | 75,0           | 3,3            | 7,1            | 0,9            | 0,0            | 14,1           |
| 2012/13                                                                                  | Мемфис    | 80               | 80               | 34,5             | 44,0             | 36,2             | 83,0             | 2,8              | 6,1              | 2,2              | 0,3              | 14,6             | 15             | 15             | 38,3           | 38,4           | 28,1           | 76,3           | 4,7            | 7,1            | 1,7            | 0,3            | 17,0           |
| 2013/14                                                                                  | Мемфис    | 73               | 73               | 33,5             | 45,0             | 36,1             | 81,5             | 2,9              | 6,0              | 1,5              | 0,2              | 17,2             | 7              | 7              | 38,1           | 43,1           | 11,1           | 76,9           | 4,6            | 7,9            | 2,0            | 0,1            | 15,9           |
| 2014/15                                                                                  | Мемфис    | 70               | 70               | 31,8             | 44,6             | 38,6             | 85,9             | 3,0              | 5,4              | 1,3              | 0,2              | 15,8             | 8              | 8              | 30,4           | 42,7           | 30,3           | 82,1           | 1,1            | 5,0            | 1,4            | 0,0            | 14,4           |
| 2015/16                                                                                  | Мемфис    | 56               | 56               | 31,4             | 42,2             | 36,3             | 83,4             | 2,9              | 6,1              | 1,2              | 0,3              | 15,3             | Не участвовал  | Не участвовал  | Не участвовал  | Не участвовал  | Не участвовал  | Не участвовал  | Не участвовал  | Не участвовал  | Не участвовал  | Не участвовал  | Не участвовал  |
| 2016/17                                                                                  | Мемфис    | 69               | 68               | 33,2             | 46,0             | 40,8             | 85,9             | 3,5              | 6,3              | 1,3              | 0,3              | 20,5             | 6              | 6              | 37,3           | 48,5           | 44,7           | 83,8           | 3,3            | 7,0            | 1,7            | 0,5            | 24,7           |
| 2017/18                                                                                  | Мемфис    | 12               | 12               | 31,1             | 38,1             | 31,2             | 80,3             | 2,3              | 4,1              | 1,0              | 0,3              | 17,1             | Не участвовал  | Не участвовал  | Не участвовал  | Не участвовал  | Не участвовал  | Не участвовал  | Не участвовал  | Не участвовал  | Не участвовал  | Не участвовал  | Не участвовал  |
| 2018/19                                                                                  | Мемфис    | 70               | 70               | 33,5             | 43,8             | 36,4             | 84,5             | 3,4              | 6,4              | 1,3              | 0,3              | 21,1             | Не участвовал  | Не участвовал  | Не участвовал  | Не участвовал  | Не участвовал  | Не участвовал  | Не участвовал  | Не участвовал  | Не участвовал  | Не участвовал  | Не участвовал  |
| 2019/20                                                                                  | Юта       | 47               | 41               | 29,0             | 40,9             | 37,5             | 82,7             | 3,2              | 4,4              | 0,8              | 0,1              | 14,4             | 5              | 5              | 33,0           | 48,4           | 52,9           | 86,4           | 2,8            | 5,2            | 1,6            | 0,2            | 19,8           |
| 2020/21                                                                                  | Юта       | 51               | 51               | 29,4             | 44,4             | 41,2             | 85,2             | 3,5              | 6,0              | 1,4              | 0,2              | 16,2             | 6              | 6              | 29,3           | 42,6           | 48,6           | 100,0          | 3,5            | 7,7            | 0,2            | 0,5            | 15,3           |
| 2021/22                                                                                  | Юта       | 72               | 72               | 28,6             | 43,5             | 40,8             | 79,6             | 3,0              | 5,3              | 1,3              | 0,3              | 13,7             | 6              | 6              | 29,0           | 33,3           | 20,0           | 80,0           | 3,2            | 4,8            | 0,8            | 0,3            | 9,2            |
| 2022/23                                                                                  | Юта       | 43               | 42               | 29,7             | 40,8             | 36,2             | 81,3             | 2,5              | 7,7              | 1,0              | 0,2              | 10,7             | Не участвовал  | Не участвовал  | Не участвовал  | Не участвовал  | Не участвовал  | Не участвовал  | Не участвовал  | Не участвовал  | Не участвовал  | Не участвовал  | Не участвовал  |
| 2022/23                                                                                  | Миннесота | 24               | 24               | 31,4             | 46,0             | 42,0             | 86,3             | 3,1              | 5,0              | 1,2              | 0,2              | 14,0             | 5              | 5              | 36,6           | 47,6           | 45,5           | 90,9           | 2,6            | 6,4            | 0,6            | 0,0            | 12,0           |
| 2023/24                                                                                  | Миннесота | 76               | 76               | 28,9             | 45,7             | 44,2             | 91,1             | 2,9              | 5,9              | 1,2              | 0,2              | 11,4             | 15             | 15             | 31,6           | 42,8           | 39,5           | 71,4           | 3,9            | 5,7            | 1,4            | 0,2            | 11,6           |
|                                                                                          | Всего     | 1101             | 1064             | 31,6             | 43,9             | 38,7             | 82,3             | 3,0              | 5,7              | 1,4              | 0,2              | 14,4             | 93             | 93             | 35,1           | 41,8           | 36,4           | 80,3           | 3,5            | 6,4            | 1,3            | 0,2            | 15,1           |
| Наведите курсор мыши на аббревиатуры в заголовке таблицы, чтобы прочесть их расшифровку. |           |                  |                  |                  |                  |                  |                  |                  |                  |                  |                  |                  |                |                |                |                |                |                |                |                |                |                |                |

### Статистика в NCAA
| Сезон | Команда     | Conf    | Class | GP | GS | MPG  | FG%  | 3P%  | FT%  | RPG | APG | SPG | BPG | PPG  |
| --- | ----------- | ------- | ----- | -- | -- | ---- | ---- | ---- | ---- | --- | --- | --- | --- | ---- |
| 2006/07 | Огайо Стэйт | Big Ten | FR    | 39 | 39 | 31,6 | 51,8 | 30,4 | 69,4 | 3,4 | 6,1 | 2,2 | 0,3 | 11,3 |
| Всего | Всего       | Всего   | Всего | 39 | 39 | 31,6 | 51,8 | 30,4 | 69,4 | 3,4 | 6,1 | 2,2 | 0,3 | 11,3 |
| Наведите курсор мыши на аббревиатуры в заголовке таблицы, чтобы прочесть их расшифровку Статистика приведена с сайта sports-reference.com |             |         |       |    |    |      |      |      |      |     |     |     |     |      |